# Bad Tatzmannsdorf
Bad Tatzmannsdorf (ungarisch Tarcsafürdő, kroatisch Tarča, Romani Tartscha) ist eine Gemeinde mit 1655 Einwohnern (Stand 1. Jänner 2024) im Bezirk Oberwart im Burgenland in Österreich. Sie ist der größte Kurort des Burgenlandes.

## Geografie
Die Gemeinde liegt im Südburgenland im Bezirk Oberwart im Tal des Tschabachs und am Oberlauf des Drumlingbachs. Es handelt sich dabei um die Übergangszone zwischen Bernsteiner Gebirge / Günser Gebirge und dem Südburgenländischen Hügelland.

### Gemeindegliederung
Das Gemeindegebiet umfasst folgende drei Ortschaften bzw. gleichnamige Katastralgemeinden (in Klammern Einwohnerzahl Stand 1. Jänner 2024):
- Bad Tatzmannsdorf (776)
- Jormannsdorf (670)
- Sulzriegel (209)

| Deutscher Ortsname | Ungarischer Ortsname | Kroatischer Ortsname |
| ------------------ | -------------------- | -------------------- |
| Bad Tatzmannsdorf  | Tarcsa               | Tarča                |
| Jormannsdorf       | Gyimótfalva          | -                    |
| Sulzriegel         | Sóshegy              | -                    |

### Eingemeindungen
1971 wurden die Gemeinden Jormannsdorf und Sulzriegel mit Bad Tatzmannsdorf zusammengelegt.

## Geschichte
Der Ort gehörte wie das gesamte Burgenland bis 1920/21 zu Ungarn (Deutsch-Westungarn). Bis 1750 war der Ort im Besitz verschiedener Kleinadelsfamilien und wurde in jenem Jahr von den Grafen Batthyány erworben, die ihn ihrer Herrschaft Bernstein anschlossen.
Unter den Batthyánys wurde der 1620 erstmals erwähnte Badebetrieb großzügig ausgebaut. Ab 1889 wurden zudem die Moorvorkommen für Moorbäder genutzt, so dass Tatzmannsdorf als „ungarisches Franzensbad“ galt.
Seit 1898 musste aufgrund der Magyarisierungspolitik der Regierung in Budapest der ungarische Ortsname Tarcsafürdő verwendet werden. Nach Ende des Ersten Weltkriegs wurde nach zähen Verhandlungen Deutsch-Westungarn in den Verträgen von St. Germain und Trianon 1919 Österreich zugesprochen. Der Ort gehört seit 1921 zum neu gegründeten Bundesland Burgenland (siehe auch Geschichte des Burgenlandes). 1926 wurde dem Kurort der Titel „Bad“ verliehen.
Bad Tatzmannsdorf hatte schon im 11. Jahrhundert eine Siedlung. Der frühere ungarische Name von Bad Tatzmannsdorf, Tarcsa, leitet sich von seinem historischen Besitz durch eine Adelsfamilie namens „de Tarcsa“ ab. Die Stadt wird schon im Urbaren von 1378 erwähnt. Deutsche Siedler kamen im 14. und 15. Jahrhundert an. Die Stadt wurde 1529 und 1532 von den Türken verwüstet und anschließend 1572 unter der Führung von Gregor Tarrody von Kroaten besiedelt. Im Jahr 1633 wurde sie von der Familie Batthyany erworben. Bad Tatzmannsdorf wurde ein beliebter Kurort für die Familien Konigsberg, Erdody, Batthyany und Esterhazy. Es ist seit langem als wichtiger Kurort anerkannt, und es gibt zahlreiche Legenden über bemerkenswerte Heilungen in Verbindung mit Bad Tatzmannsdorf. Seine Heilquellen, bestehend aus alkalischen, eisenhaltigen und sauerstoffhaltigen Mineralwässern, sind seit der Römerzeit bekannt. Bad Tatzmannsdorf erlangte als Heilbad in der Regensberger Geschichte (Chronik) von 1621 Anerkennung. In der ersten Hälfte des 19. Jahrhunderts und darüber hinaus wurde es ein beliebtes Ziel für Besucher aus Wien, wie in den Romanen von Adalbert Stifter erwähnt. Die Kurzone bietet heute eine Vielzahl von erstklassigen Hotels, Museen, Sportanlagen und vieles mehr.

## Kultur und Sehenswürdigkeiten
- Schloss Jormannsdorf

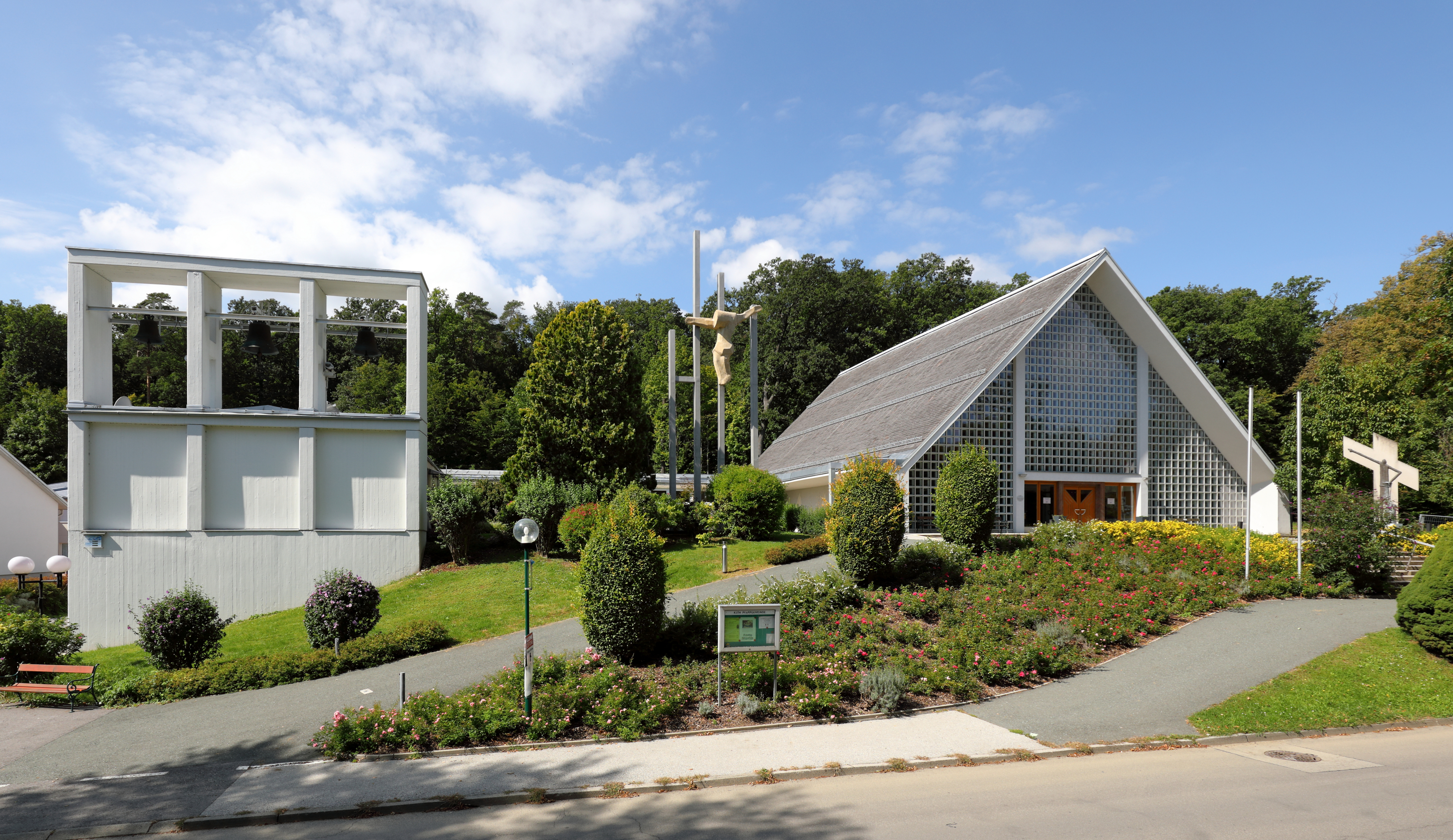
Röm.-kath. Pfarrkirche

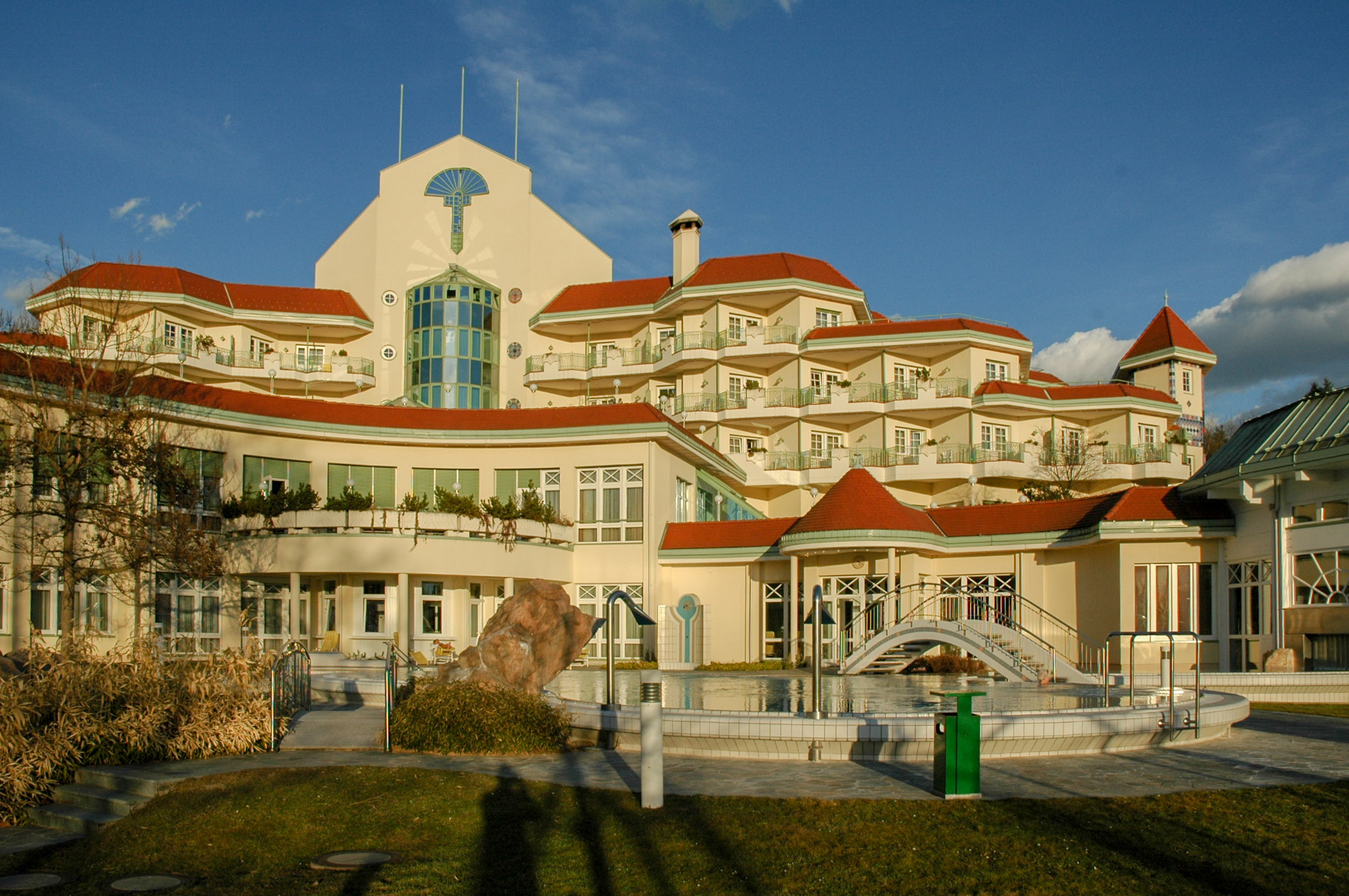
REDUCE Hotel Thermal

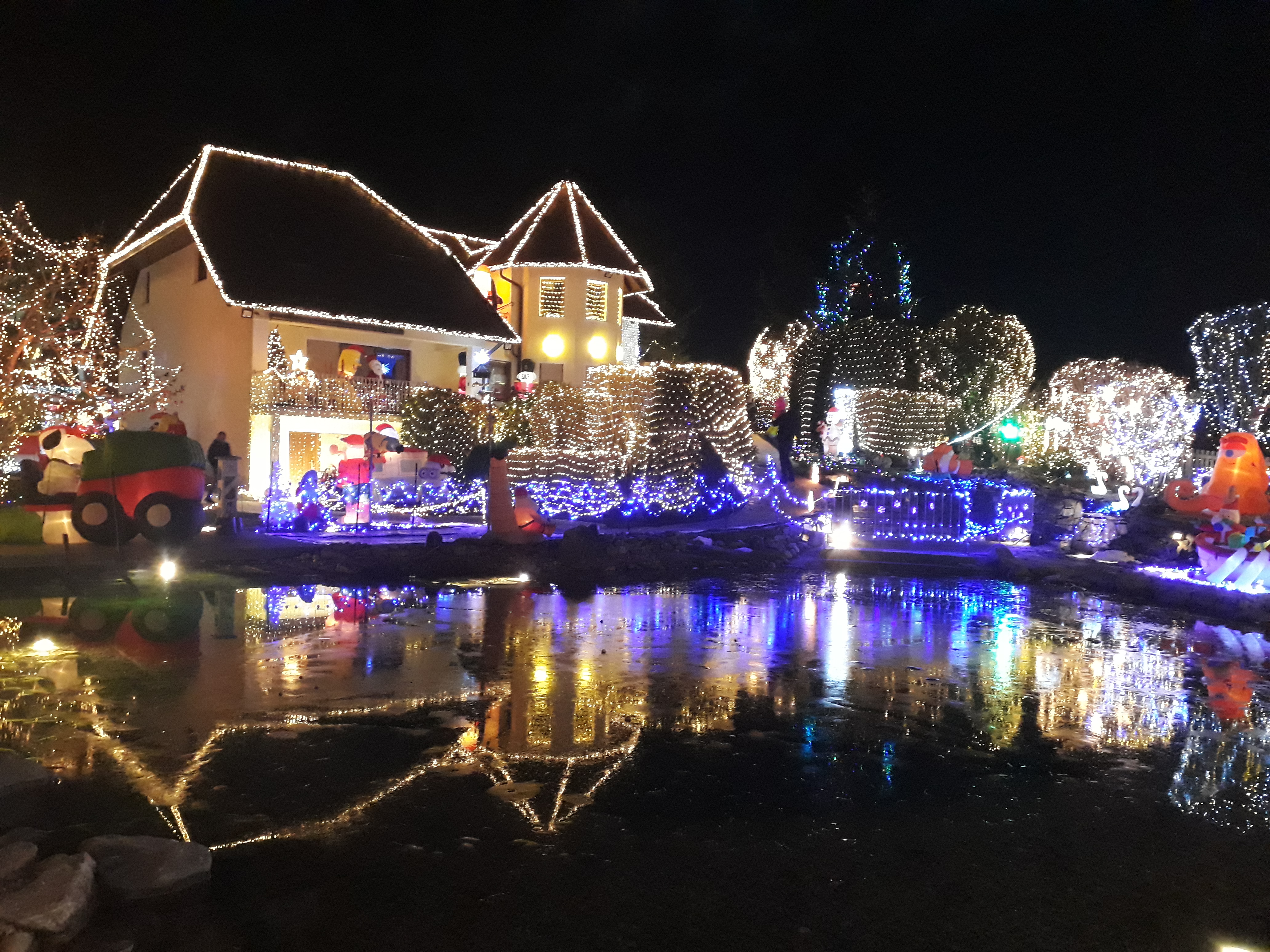
Weihnachtshaus im Ortsteil Sulzriegel

- Katholische Pfarrkirche Bad Tatzmannsdorf hl. Johannes dem Täufer: Die Kirche wurde in den Jahren 1967/68 neben der Stelle einer älteren Kirche aus dem Jahr 1896 errichtet.
- Katholische Filialkirche Jormannsdorf hl. Anna
- Evangelische Friedenskirche Bad Tatzmannsdorf: Die Friedenskirche der evangelischen Pfarrgemeinde A.B. wurde im Jahre 1968 nach den Plänen der Architekten Charlotte und Karl Pfeiler erbaut.
- Das Freilichtmuseum Bad Tatzmannsdorf mit südburgenländischen Gebäuden aus dem 18. und 19. Jahrhundert wurde 1972 eröffnet.
- Das Kurmuseum gibt einen Überblick über die Entwicklung des Kurwesens in Bad Tatzmannsdorf, dem größten Kurort des Burgenlandes, von 1620 bis in die Gegenwart. Es wurde 1990 eröffnet.
- Kurpark mit Finnenbahn und diversen Quellen
- Seit 2022 führt der Bahntrassen Radweg durch die Gemeinde. Auf 42 Kilometern verbindet er auf der Trasse der Pinkatalbahn Oberschützen mit Rechnitz.[5]
- Das Weihnachtshaus der Familie Gollnhuber im Ortsteil Sulzriegel wird in der Weihnachtszeit von zahlreichen Menschen besucht. Der dabei erzielte Erlös wird karitativen Organisationen zur Verfügung gestellt.[6]

## Wirtschaft und Infrastruktur

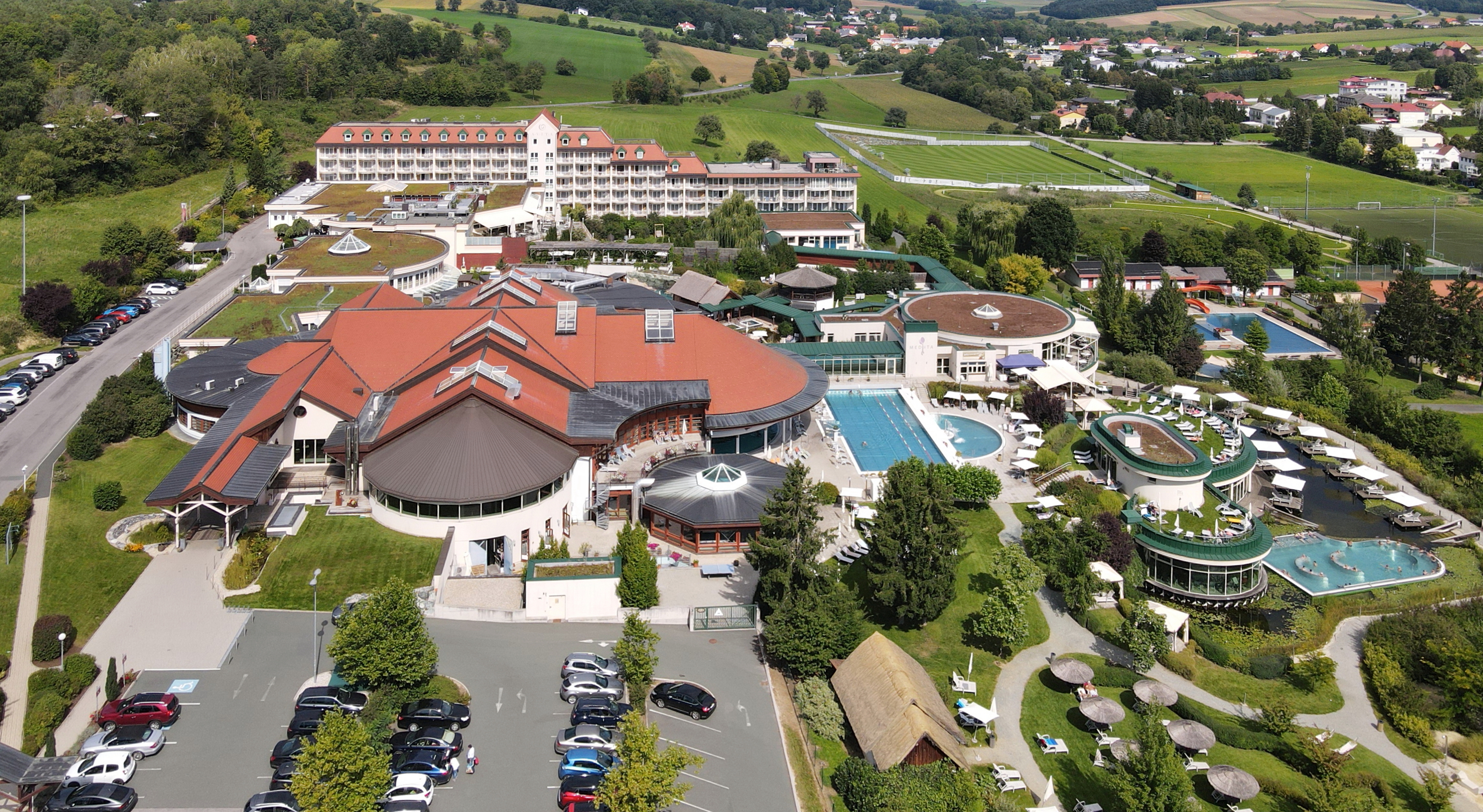
Therme „AVITA Resort“

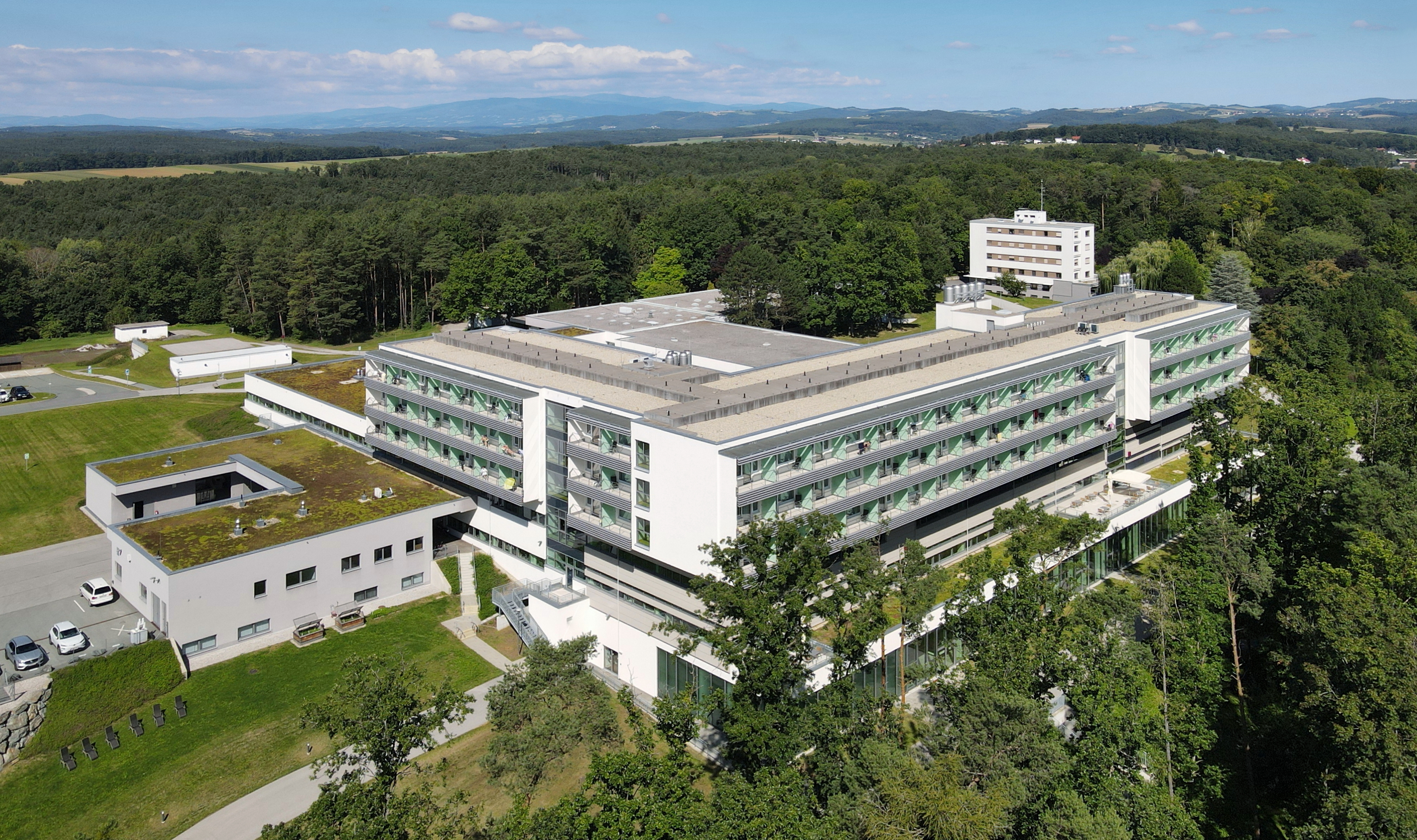
Reha der PVA

- Therme „AVITA Resort“

Die Therme wurde am 26. Oktober 1995 eröffnet, wobei die Bezeichnung noch „Burgenlandtherme“ war. Erweiterungen erfolgten unter anderem durch die Eröffnung des „AVITA Hotels“ im Jahr 2003. Seit 2011 firmiert die Therme mit dem Markennamen „AVITA Resort“.
- Rehabilitationszentrum der Pensionsversicherungsanstalt

Das Reha wurde 1962 gebaut, ab 2012 erfolgte eine Adaptierung des Bestandes und ein Teilneubau (Errichtung eines 3-geschoßigen Hauptkörpers mit Eingangshalle, Cafeteria, Verwaltungsräume, Speisesaal und Küche, Nass- und Trockentherapie sowie einen Wirtschaftstrakt und eine neue Energiezentrale). Nach Abschluss der Arbeiten wurde im Jahr 2015 eine der modernsten Reha-Kliniken Österreichs in Betrieb genommen, die auf kardiologische Rehabilitation spezialisiert ist. Die Klinik verfügt über eine Nettogeschoßfläche von rund 22.000 Quadratmetern mit 150 Einzelzimmern.
- Straße: Die wichtigste Straßenverbindung ist die Burgenland Straße B50, die im Süden nach Oberwart führt und eine Anbindung zur Süd Autobahn A2 herstellt. Nach Norden verbindet sie Bad Tatzmannsdorf mit Oberpullendorf und dem nördlichen Burgenland.

## Politik

### Gemeinderat
Der Gemeinderat umfasst aufgrund der Anzahl der Wahlberechtigten insgesamt 19 Mitglieder.
| Partei          | 2022             | 2022             | 2022             | 2017             | 2017             | 2017             | 2012             | 2012             | 2012             | 2007             | 2007             | 2007             | 2002             | 2002             | 2002             | 1997             | 1997             | 1997             |
| Partei          | Sti.             | %                | M.               | Sti.             | %                | M.               | Sti.             | %                | M.               | Sti.             | %                | M.               | Sti.             | %                | M.               | Sti.             | %                | M.               |
| --------------- | ---------------- | ---------------- | ---------------- | ---------------- | ---------------- | ---------------- | ---------------- | ---------------- | ---------------- | ---------------- | ---------------- | ---------------- | ---------------- | ---------------- | ---------------- | ---------------- | ---------------- | ---------------- |
| SPÖ             | 424              | 42,74            | 8                | 382              | 37,75            | 7                | 338              | 33,43            | 7                | 318              | 34,57            | 6                | 340              | 37,95            | 7                | 344              | 41,10            | 8                |
| ÖVP             | 440              | 44,35            | 9                | 341              | 33,70            | 7                | 412              | 40,75            | 8                | 459              | 49,89            | 10               | 365              | 40,74            | 8                | 312              | 37,28            | 7                |
| PFFPÖ           | 128              | 12,90            | 2                | nicht kandidiert | nicht kandidiert | nicht kandidiert | nicht kandidiert | nicht kandidiert | nicht kandidiert | nicht kandidiert | nicht kandidiert | nicht kandidiert | nicht kandidiert | nicht kandidiert | nicht kandidiert | nicht kandidiert | nicht kandidiert | nicht kandidiert |
| FPÖ             | nicht kandidiert | nicht kandidiert | nicht kandidiert | 176              | 17,39            | 3                | 117              | 11,57            | 2                | 143              | 15,54            | 3                | 191              | 21,32            | 4                | 181              | 21,62            | 4                |
| JETZT           | nicht kandidiert | nicht kandidiert | nicht kandidiert | 113              | 11,17            | 2                | 144              | 14,24            | 2                | nicht kandidiert | nicht kandidiert | nicht kandidiert | nicht kandidiert | nicht kandidiert | nicht kandidiert | nicht kandidiert | nicht kandidiert | nicht kandidiert |
| Wahlberechtigte | 1474             | 1474             | 1474             | 1330             | 1330             | 1330             | 1239             | 1239             | 1239             | 1159             | 1159             | 1159             | 1106             | 1106             | 1106             | 1029             | 1029             | 1029             |
| Wahlbeteiligung | 72,46 %          | 72,46 %          | 72,46 %          | 82,63 %          | 82,63 %          | 82,63 %          | 87,09 %          | 87,09 %          | 87,09 %          | 84,99 %          | 84,99 %          | 84,99 %          | 87,61 %          | 87,61 %          | 87,61 %          | 88,14 %          | 88,14 %          | 88,14 %          |

### Gemeindevorstand
Seit der Wahl 2022 ist der Bürgermeister Stefan Laimer (ÖVP). Vizebürgermeisterin ist Christine Kotschar (SPÖ). Gemeindevorstände neben Bürgermeister und Vizebürgermeisterin sind Alfred Neubauer (ÖVP), Christian Neubauer (ÖVP) und Markus Rehling (SPÖ).

### Bürgermeister
- 1971–1991 Wilhelm Simon (ÖVP)
- 1991–1996 Sepp Rehlin (ÖVP)
- 1996–1997 Helmu Bieler (SPÖ)
- 1997–2002 Otto Graf (ÖVP)
- 2002–2017 Ernst Karner (ÖVP)
- 2017–2022 Gert Polster (SPÖ)
- seit 2022 Stefan Laimer (ÖVP)

### Wappen
|  | Das Gemeindewappen wurde am 6. Oktober 1992 von der burgenländischen Landesregierung verliehen. Blasonierung: „In blauem Schild silbern unter einem allseits anstoßenden profilierten Brunnenbogen ein geflügelter doppelschwänziger Tritonknabe, ein wasserspeiendes Horn blasend.“ Das Wappen nimmt in seiner Symbolik auf alle drei Ortsteile von Bad Tatzmannsdorf Bezug. |

## Persönlichkeiten
- Arnold Röhrling (1893–1974), Komponist
- Thomas von Trattner (1719–1798), Buchdrucker, Buchhändler und Verleger
- Ludwig Papai (1920–1945), geboren in Sulzriegel, umgekommen im KZ Mittelbau-Dora[16]
- Erwin Schranz (* 1950), Politiker
- Werner Matt (1942–2022), Koch, Küchenmeister, Chef de Cuisine
- Martina Parker (* 20. Jahrhundert), Schriftstellerin und Journalistin
- Bernd Wiesberger (* 20. Jahrhundert), Profi-Golfspieler

### Ehrenbürger
Quelle: Gemeinde Bad Tatzmannsdorf
- Ignaz Neiser (1892–1972), Verleihung 1972
- Rudolf Grohotolsky (1922–2013), Landeshauptmann-Stellvertreter, Verleihung 1979
- Theodor Kery (1918–2010), Landeshauptmann, Verleihung 1979
- Wilhelm Simon (1932–1991), Bürgermeister, Verleihung: 1991
- Walter Rehling (1932–2014), Verleihung 2001
- Emmerich Zeichmeister (* 1934), Pfarrer Monsignore, Verleihung 2001
- Rudolf Luipersbeck (* 1949), Verleihung 2015

### Ehrenringträger
Quelle: Gemeinde Bad Tatzmannsdorf
- Emmerich Zeichmeister (* 1934), Verleihung 1986
- Richard Jobst (1934–2000), Verleihung 1996
- Josef Klein (1912–2008), Verleihung 1996
- Rudolf Luipersbeck (* 1949), Verleihung 1996
- Helmut Sillner (* 1931), Verleihung 1996
- Hans Rehling (* 1945), Gemeinderat, Verleihung 2010

## Historischer Bilderbogen

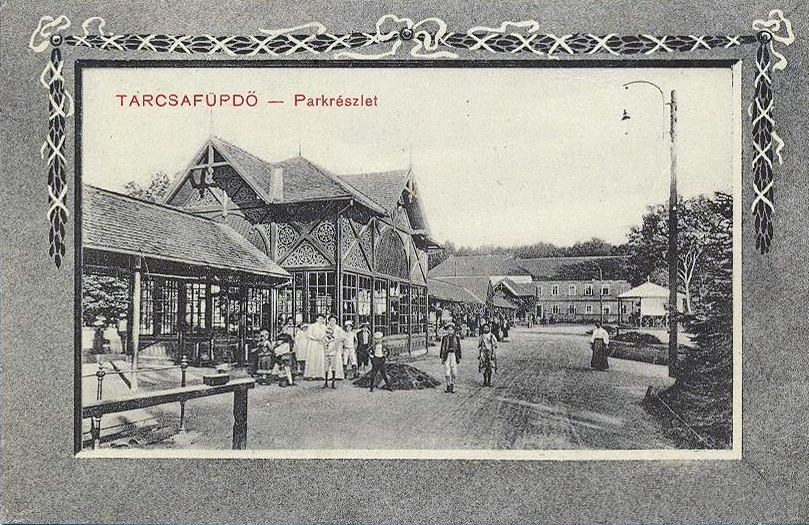
Tatzmannsdorf, 1905, Promenade, Miksa-Quelle
Tatzmannsdorf, 1910, Hotel Batthyány
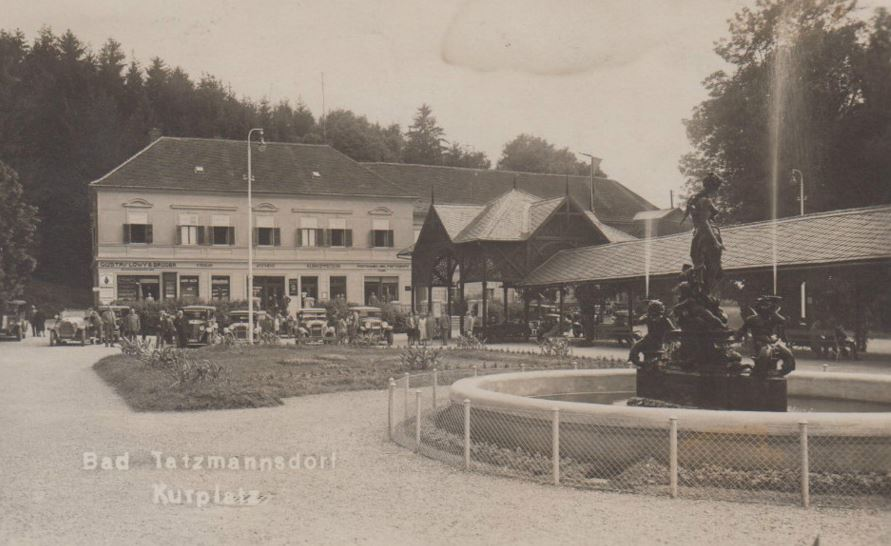
Kurplatz 1930er Jahre
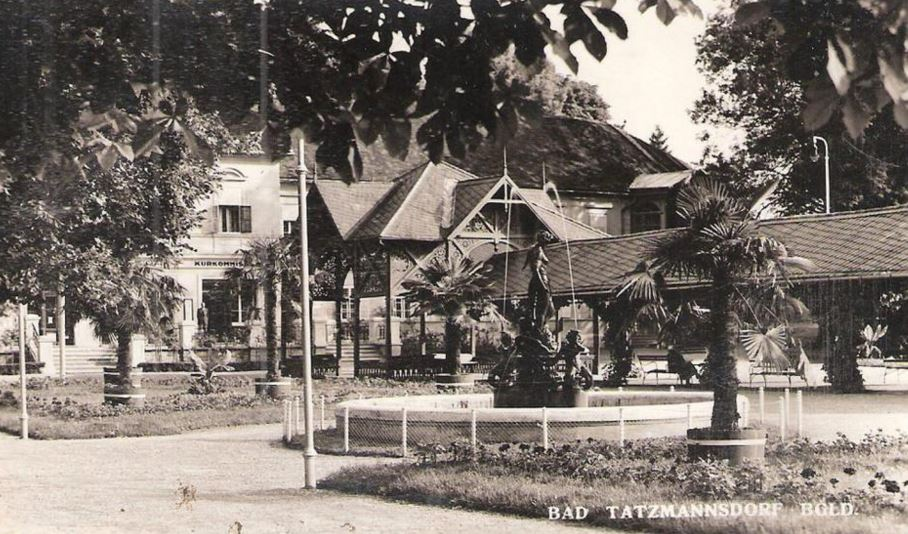
Kurplatz 1930er Jahre
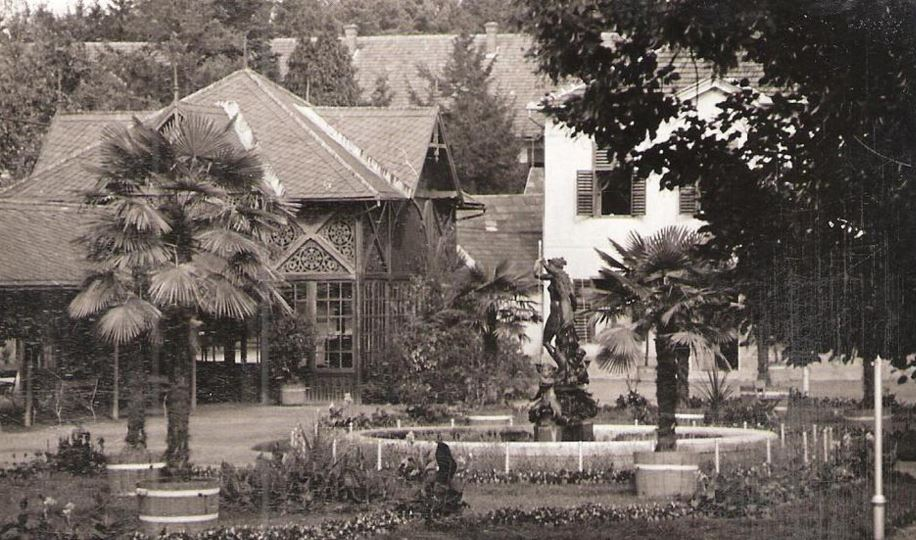
Kurplatz 1930er Jahre
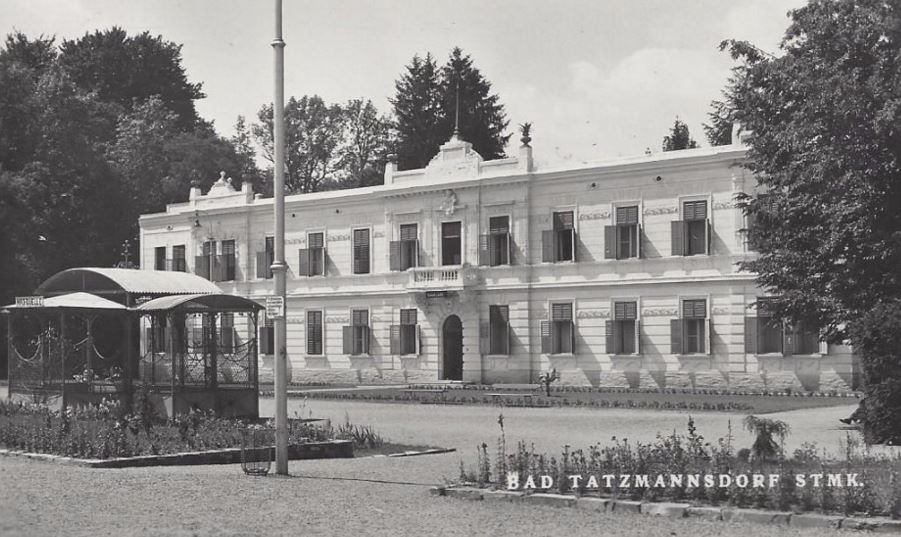
Hotel Batthyány um 1940